# I Liceum Ogólnokształcące im. Jędrzeja Śniadeckiego w Pabianicach
I Liceum Ogólnokształcące im. Jędrzeja Śniadeckiego w Pabianicach (dawniej: Gimnazjum Państwowe im. Jędrzeja Śniadeckiego) – liceum ogólnokształcące znajdujące się w Pabianicach przy ulicy Moniuszki 132.

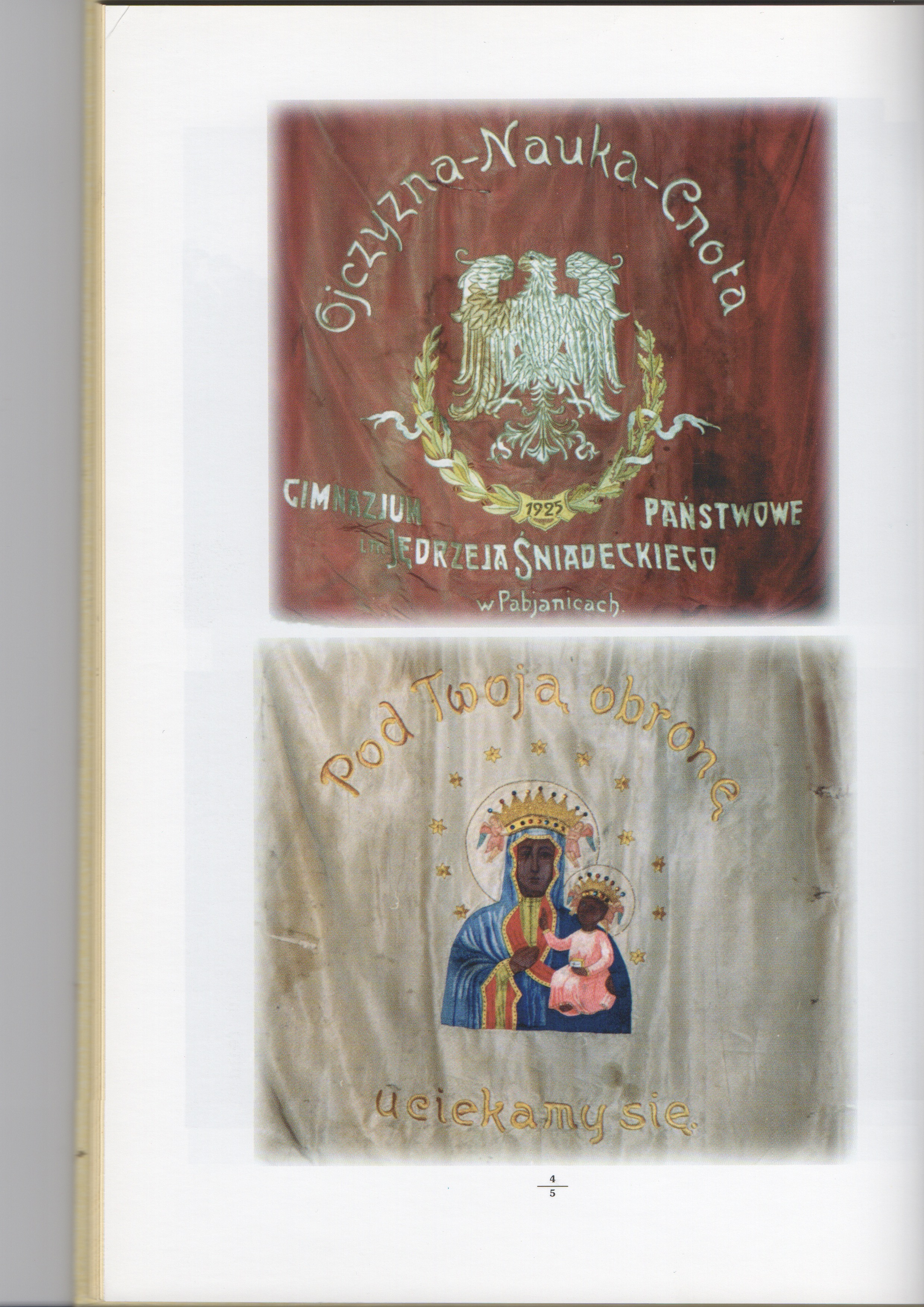
Sztandar szkoły z 1925 z orłem bez korony (korona usunięta w latach PRL-u)

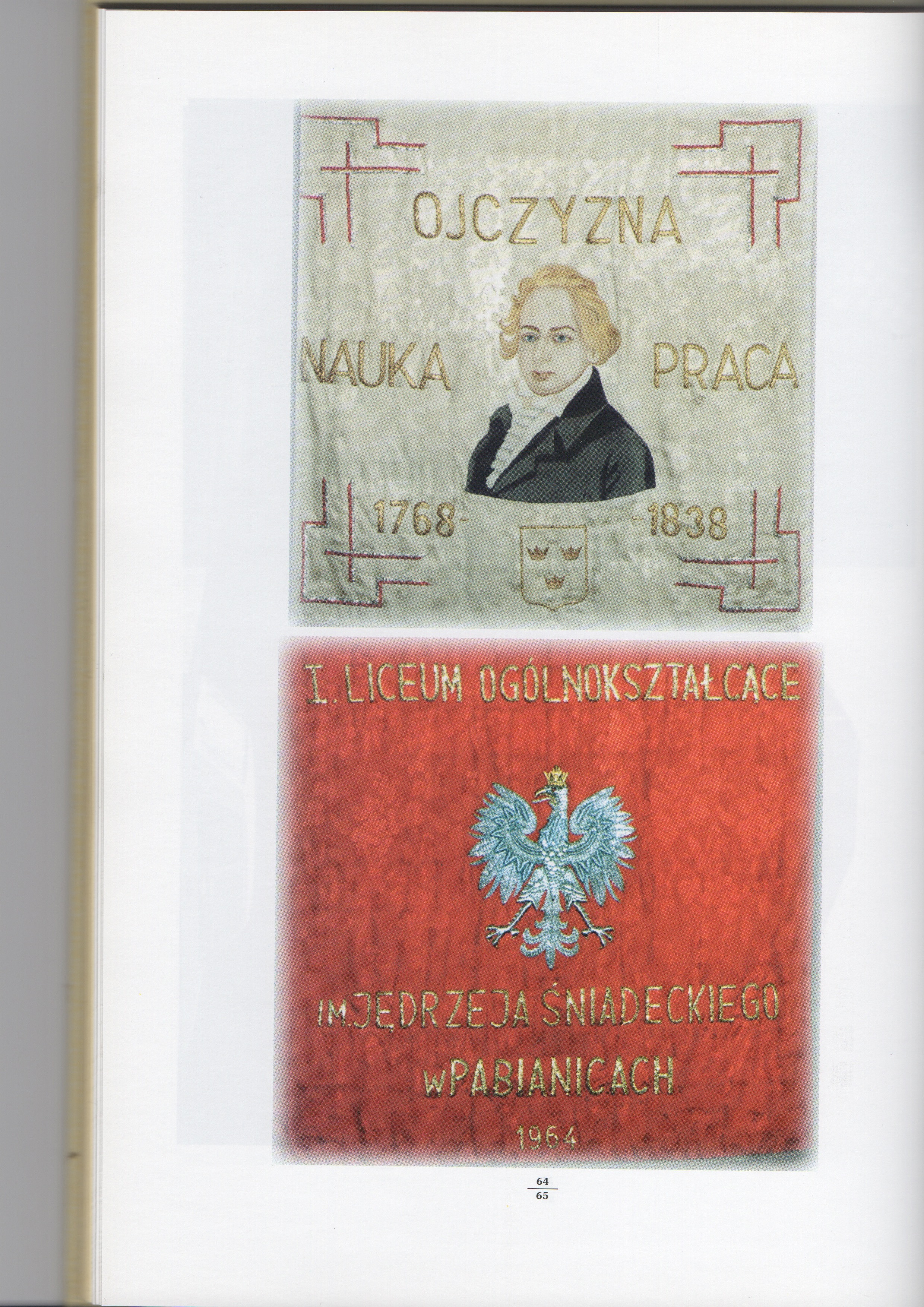
Sztandar szkoły z 1964 z orłem w koronie (korona dodana po zmianach ustrojowych w 1989)

## Historia
Szkoła została założona w 1898 jako siedmioklasowa Szkoła Handlowa, mająca zapewnić wykwalifikowane kadry dla rozwijającego się przemysłu w Pabianicach. Szkoła mieściła się w trzypiętrowym budynku przy ulicy Pułaskiego 14 (dawniej Długiej) i posiadała 13 pomieszczeń oraz 2 mieszkania dla pracowników.
We wrześniu i październiku 1898 odbyły się pierwsze egzaminy wstępne do Miejskiej Szkoły Handlowej. Przyjęto 132 uczniów do czterech klas. Otwarcie szkoły nastąpiło 2 października 1898 roku. Kilkanaście miesięcy później otworzono Handlową Szkołę Żeńską (pierwsza tego typu szkoła w całej Rosji – od Pabianic po Władywostok). Pierwsza matura odbyła się w roku szkolnym 1903/1904. Na fali rewolucji 1905 roku pojawiła się nadzieja na przywrócenie swobód narodowych, w tym języka polskiego jako wykładowego. Osiągnięto tę zmianę w styczniu 1908. Z tego powodu wyjechała większość rosyjskiej kadry nauczającej.
Jednocześnie zaczęto wprowadzać stopniowo koedukację. Proces ten zakończono w roku szkolnym 1911/1912 i dziewczęta stanowiły jedną trzecią, a chłopcy dwie trzecie uczniów. Uczniowie płacili za naukę, ale kwoty nie były wystarczające i członkowie Rady Opiekuńczej – pabianiccy przemysłowcy – z jej pierwszym prezesem Oskarem Kindlerem pokrywali deficyt z własnych środków (45% kosztów utrzymania szkoły).
Po wybuchu I wojny światowej z powodu powołania większości nauczycieli do armii rosyjskiej w roku szkolnym 1914/1915 szkoła była nieczynna. Niemieckie władze okupacyjne dzięki zaangażowaniu Rady Opiekuńczej zezwoliły na ponowne otwarcie szkoły w roku szkolnym 1915/1916.
Po zakończeniu wojny, z powodu zrujnowania przemysłu, Rada Opiekuńcza nie mogła pokrywać deficytu szkoły i 23 maja 1919 podjęto decyzję o przekazaniu szkoły i jej majątku państwu. 1 sierpnia 1919 uprawomocnił się akt notarialny z dnia 23 maja 1919 i powstała państwowa szkoła średnia pod nazwą Gimnazjum Państwowe im. Jędrzeja Śniadeckiego o profilu matematyczno-przyrodniczym.
W 1920 67 uczniów klas starszych wzięło ochotniczo udział w wojnie polsko-bolszewickiej i czternastu z nich zginęło.
Od roku szkolnego 1920/1921 szkoła z koedukacyjnej stała się szkołą męską (dziewczęta uczęszczały do Gimnazjum im. Królowej Jadwigi – obecnie II Liceum Ogólnokształcące im. Królowej Jadwigi). Szkoła z powodu wysokich opłat stała się placówką elitarną, gdyż dzieci robotników i chłopów nie było stać na roczne czesne w wysokości 110 zł.
W 1933 po wprowadzeniu reformy szkolnictwa w Polsce gimnazjum przekształciło się w czteroklasowe gimnazjum (mała matura) i dwuklasowe liceum (matura). Po wybuchu II wojny światowej placówka została zamknięta przez niemieckiego okupanta. Działalność szkolną kontynuowano po zakończeniu działań zbrojnych. 6 lutego 1945 otwarto tymczasowo w budynku żeńskiego gimnazjum przy ulicy Pułaskiego 29 Gimnazjum i Liceum Męskie. We wrześniu 1947 szkołę przeniesiono do budynku dawnej szkoły nr 9 przy ulicy Partyzanckiej. W roku szkolnym 1948/49 rozpoczęto dostosowywanie polskiego szkolnictwa do modelu radzieckiego. Siedmioletnią szkołę podstawową nr 11 połączono z czteroletnim liceum w 11-letnią szkołę ogólnokształcącą z siedzibą przy ulicy Zamkowej. Dyrektorem został Jan Piechota, a następnie Janina Krakowska. W roku szkolnym 1954/55 zakończono eksperyment i szkołę przemianowano na I Liceum Ogólnokształcące z siedzibą przy ulicy Partyzanckiej 56 (obecnie Szkoła Budowlana). W 1960 kolejnym dyrektorem została Irena Sałacińska. W 1962 szkole przywrócono patrona i powrócono do nazwy im. Jędrzeja Śniadeckiego.
16 czerwca 1962 wmurowano akt erekcyjny pod nowy budynek szkolny, który 14 czerwca 1964 oddano jako Szkołę Pomnik tysiąclecia nr 769. Ostatnie prace wykończeniowe były wykonywane przy świetle lamp w noc poprzedzającą uroczystość otwarcia. W 1967 szkoła została przyjęta do grona szkół stowarzyszonych UNESCO.
Uczniowie I LO począwszy od lat 60 XX w. uczestniczyli z dużymi sukcesami w olimpiadach przedmiotowych i zawodach sportowych.
Kolejnym dyrektorem, po przejściu Ireny Sałacińskiej na emeryturę w 1972, została Maria Kotlicka, wieloletnia nauczycielka biologii. Nauczyciele przeprowadzali eksperymenty dydaktyczne ulepszając metody pracy. Wyniki publikowane były w czasopismach fachowych. Za osiągnięcia w zajęciach dydaktycznych Maria Kotlicka została wyróżniona nagrodą Ministra Oświaty i Szkolnictwa Wyższego. Wprowadzono klasy profilowane: języka angielskiego, humanistyczną i sportową. Z dwóch ostatnich po czterech latach zrezygnowano i wprowadzono klasę z rozszerzonym językiem niemieckim. Szkoła reprezentowała wysoki poziom nauczania, o czym świadczy kontynuowanie nauki na studiach wyższych przez ponad 80% absolwentów, ranking szkół oraz liceów z 2013 i 2016 (26 miejsce w województwie łódzkim i 284 w Polsce).
W 1971 w I LO z inicjatywy Tadeusza Piekarka powstało Koło Turystyczne „Amonit”, które przetrwało i obecnie prowadzone jest przez Zygmunta Szmidta.
W latach 1976–1982 funkcję dyrektora pełnił Leonard Struzik.
1 września 1979 Liceum zostało przemianowane na Zespół Szkół Ogólnokształcących i w murach pojawili się uczniowie starszych klas szkoły podstawowej. W grudniu 1981 w stanie wojennym pracownicy pełnili całodobowe dyżury. Z powodu godziny milicyjnej w styczniu 1982 nie odbyła się Studniówka.
W 1982 kolejnym dyrektorem zostaje Jadwiga Świgulska. W 1982 szkoła ponownie staje się I Liceum Ogólnokształcącym.
W nocy z 9/10 marca 1988 w szkole wybucha pożar spowodowany przez młodego podpalacza, który zniszczył w poważnym stopniu kancelarię, zaplecze pracowni biologicznej i fizycznej oraz Izbę Pamięci Narodowej. W Izbie Pamięci przechowywane są między innymi zachowane sztandary szkoły z roku 1925 i 1964.
W 1992 dyrektorem szkoły została Anna Jaruga i pełniła tę funkcję do 2001. Podczas jej dyrektorowania przygotowano obchody 100-lecia szkoły, które uroczyście obchodzono w 1998. Podczas obchodów odbyło się spotkanie absolwentów i poświęcenie ufundowanego przez nich nowego sztandaru szkoły.
Z okazji setnej rocznicy powstania szkoły wydano pod redakcją Norberta Hansa książkę upamiętniającą dzieje I LO w Pabianicach pt. „100 Lat Liceum Ogólnokształcącego im. Jędrzeja Śniadeckiego w Pabianicach 1898–1998” .
Od 2014 szkoła współpracuje z Uniwersytetem Łódzkim i Uniwersytetem Medycznym w Łodzi
W 2018 zostało posadzone drzewo „Dąb Jędrzej” oraz zakopana została kapsuła czasu, która zostanie otwarta za 100 lat w 2118.
29 marca 2022 w I LO odbyła się druga edycja konkursu matematyczno-religijnego pod patronatem Starostwa Powiatowego w Pabianicach i Wydziału Katechetycznego Archidiecezji łódzkiej. Konkurs przez społeczeństwo został przyjęty nieprzychylnie. W internecie pojawiło się wiele niepochlebnych wypowiedzi.
Uczennice i uczniowie I LO reprezentują wysoki poziom w sporcie, co ponownie udowodnili podczas Jesiennej Licealiady  2024 w biegach przełajowych i pływaniu zajmując czołowe miejsca.

## Dyrektorzy placówki po II wojnie światowej
- Witkowski Witold (1945-1948)
- Piechota Józef (1948)
- Krakowska Janina (1948-1960)
- Irena Sałacińska (1960–1972)
- Maria Kotlicka (1972–1976)
- Leonard Struzik (1976–1982)
- Jadwiga Świgulska (1982–1992)
- Anna Jurga (1992–2001)
- Janusz Gorzelak (2001–2006)
- Alicja Bujacz (2006–2017)
- Barbara Żwańska (2017–obecnie)

## Absolwenci
- Janusz Alwasiak – profesor nauk medycznych, anatomopatolog, honorowy obywatel miasta Pabianic[15]
- Bohdan Bejze – profesor filozofii, polski duchowny rzymskokatolicki, biskup pomocniczy łódzki, honorowy obywatel miasta Pabianic[15]
- Andrzej Borowski – profesor nauk medycznych, chirurg, kardiochirurg
- Norbert Hans – artysta plastyk, honorowy obywatel miasta Pabianic[16][17]
- Andrzej Jopkiewicz (inżynier) – dr habilitowany inż., profesor nadzwyczajny
- Jerzy Kasperski – dr nauk medycznych, chirurg, honorowy obywatel miasta Pabianic[15]
- Włodzimierz Kuroczyński – dr habilitowany n. medycznych, profesor nadzwyczajny, chirurg i kardiochirurg
- Szczepan Łuczak – leśnik, ofiara zbrodni katyńskiej[18]
- Urszula Promińska (z d. Świstek) – profesor prawa – Kierownik Zakładu Prawa Własności Przemysłowej Uniwersytetu Łódzkiego
- Jacek Siciński – profesor nauk przyrodniczych – Kierownik Katedry Zoologii Bezkręgowców i Hydrobiologii oraz Zakładu Biologii Polarnej i Oceanobiologii Uniwersytetu Łódzkiego[19]
- Wojciech Stec – profesor nauk chemicznych, chemia bioorganiczna, honorowy obywatel miasta Pabianic[15]
- Bolesław Szymański – profesor nauk technicznych, matematyk
- Mirosław Topol – profesor nauk medycznych, ginekolog-położnik, anestezjolog, Kierownik Katedry Anatomii Uniwersytetu Medycznego w Łodzi